# Medvědí vrch
Medvědí vrch (historyczna nazwa niem. Bärenfangkuppe, cz. Medvědí) – najwyższy szczyt (góra) Masywu Orlíka (cz. Medvědská hornatina) o wysokości 1216 m n.p.m. (podawana jest też wysokość 1216,2 m n.p.m.  ), w paśmie górskim Wysokiego Jesionika (cz. Hrubý Jeseník), w północno-wschodnich Czechach, na Śląsku, w Sudetach Wschodnich, w obrębie gminy Vrbno pod Pradědem, oddalony o około 10,3 km na północny wschód od szczytu góry Pradziad (cz. Praděd). Rozległość góry (powierzchnia stoków) szacowana jest na około 6,1 km², a średnie nachylenie wszystkich stoków wynosi około 14°.

## Charakterystyka
Nazwa góry pochodzi od niedźwiedzi, które do XVIII wieku występowały w borach świerkowych na stokach góry Medvědí vrch. Z górą związana jest legenda o dzielnym szewcu Jiránku i jego spotkaniu z niedźwiedziem.

### Lokalizacja
Góra Medvědí vrch położona jest w północno-wschodniej części pasma górskiego Wysokiego Jesionika, jako najwyższa w jego części (mikroregionie), która nosi nazwę Masyw Orlíka (cz. Medvědská hornatina). Jest dobrze rozpoznawalna, bo w tej części znajduje się w centralnej parze szczytów Orlík – Medvědí vrch, mających podobne wysokości i jest widoczna z wież widokowych zarówno Pradziada jak i Biskupiej Kopy (cz. Biskupská kupa), a z innego charakterystycznego punktu widokowego – z drogi okalającej szczyt góry Dlouhé stráně jest niewidoczna, bo przysłonięta górą Velký Jezerník. Ponadto widoczna m.in. z niektórych blisko położonych gór takich jak np. Pytlák, Jelení loučky, Orlík czy Medvědí louka. Dobrze dostrzegalna z pobliskiej drogi nr 445 Rýmařov – Zlaté Hory. Medvědí vrch znajduje się w północno-wschodniej części Masywu Orlíka na jego północnym, łukowatym grzbiecie głównym, ciągnącym się od góry Zámecký vrch (1) do góry Na vyhlídce (1) w ciągu szczytów: Zámecký vrch (1) → Orlík → Orlík–JV → Medvědí vrch → Medvědí vrch–JV → Slatina → Pytlák → Loupežník → Na vyhlídce (1).  
Górę ograniczają: od północnego zachodu przełęcz o wysokości 1113 m n.p.m. w kierunku szczytu Orlík–JV, od północy dolina potoku Sokolí potok, od wschodu dwie przełęcze – pierwsza o wysokości 768 m n.p.m. w kierunku szczytu Medvědí skály oraz druga o wysokości 748 m n.p.m. w kierunku szczytu Pod Suchým vrchem, od południowego wschodu dolina dopływu potoku Rudná oraz mało wybitna przełęcz o wysokości 1059 m n.p.m. w kierunku szczytu Slatina, od południa dolina potoku Bílý potok i od zachodu dolina północnego dopływu potoku Bílý potok. W otoczeniu góry znajdują się następujące szczyty: od północnego zachodu: Medvědí louka i Orlík–JV, od północnego wschodu Sokolí skály i Medvědí skály, od zachodu Pod Suchým vrchem i Suchý vrch, od południowego wschodu Slatina i Kamzičí skála (2), od południa Javůrka oraz od południowego zachodu Karliny kameny i Černý vrch.

### Stoki
W obrębie góry można wyróżnić pięć następujących zasadniczych stoków:
- północno-wschodni
- wschodni
- południowy o nazwie U Obrazu
- południowo-zachodni o nazwie Lovecký vrch
- zachodni o nazwie U Posedu

Prawie wszystkie stoki są zalesione w zdecydowanej większości borem świerkowym. Jedynie na dolnych partiach stoku południowo-zachodniego Lovecký vrch występują większe fragmenty lasu mieszanego. Na niemalże wszystkich stokach występują polany, a na stoku wschodnim liczne poprzeczne przecinki o kilkusetmetrowych długościach. Na prawie wszystkich stokach położone są skaliska lub grupy skalne, w tym na stoku południowym, blisko zielonego szlaku turystycznego , na wysokościach około (860–908) m n.p.m. grupa skalna Kamzičí skála (2), z urwiskami ścian skalnych o wysokości około 15 m, będąca punktem widokowym z postawionym drewnianym krzyżem na jej szczycie. Ponadto wzdłuż stoku północno-wschodniego rozpościera się na długości około 370 m oraz wysokościach (830–945) m n.p.m. grupa skalna Sokolí skály z ruinami zamku Quinburk.
| Ważniejsze grupy skalne góry Medvědí vrch |                   |                   |                                 |                                               |
| Lp.                                       | Grupa skalna      | Wysokość m n.p.m. | Odległość od szczytu głównego m | Współrzędne geograficzne                      |
| 1                                         | Sokolí skály      | 963               | 1460 na północny wschód         | 50°09′59,9″N 17°19′46,0″E/50,166639 17,329444 |
| 2                                         | Kamzičí skála (2) | 912               | 1290 na południowy wschód       | 50°08′57,5″N 17°19′09,8″E/50,149306 17,319389 |

Stoki mają łagodne, stosunkowo jednolite i zróżnicowane nachylenia. Średnie nachylenie stoków waha się bowiem od 12° (stok północno-wschodni) do 19° (stok południowy). Średnie nachylenie wszystkich stoków góry (średnia ważona nachyleń stoków) wynosi około 14°. Maksymalne średnie nachylenie stoku północno-wschodniego w pobliżu grupy skalnej Sokolí skály na odcinku 50 m nie przekracza 35°. Poza jedynym wyznaczonym zielonym szlakiem turystycznym  (Solná cesta) cała góra pokryta jest siecią na ogół nieoznaczonych ścieżek i dróg (m.in. Bílopotocká cesta, Medvědí cesta, Ruská cesta, Příčná silnice). Przemierzając je zaleca się korzystanie ze szczegółowych map, z uwagi na zawiłości ich przebiegu, zalesienie oraz zorientowanie w terenie.

#### Ruiny zamku Quinburk
W odległości około 1,5 km na północny wschód od szczytu góry, na wysokości około 870 m n.p.m., na stoku północno-wschodnim położone są ruiny istniejącego kiedyś strażniczego zamku o nazwie Quinburk lub Quinburg, zbudowanego z kamienia łamanego prawdopodobnie w XIII wieku jako część pasa ochronnego przed możliwym zagrożeniem dla terytorium ówczesnej wrocławskiej diecezji morawskiej. Szacuje się, że zamek miał poziome prostokątne wymiary (45 × 15) m oraz grubości murów (2,5–2,85) m, chroniony szeroką na 8 m fosą, której pozostałości są nadal widoczne w terenie. Zbudowany został na grupie skalnej Sokolí skály. Skała na planie zbliżonym do trójkąta przylegała od strony północnej do grodziska, na której znajdują się również pozostałości budynku o prawdopodobnych wymiarach rzutu poziomego około (20 × 12) m oraz prawdopodobnie wieży o przybliżonych wymiarach (5,5 × 6) m. Brama wjazdowa, widoczna jeszcze w 1888 roku, rozpadła się. Nie zachowały się żadne przedmioty z prowadzonych w XIX wieku wykopalisk. Dojście do ruin jest orientacyjne, następuje z osady Drakov oraz biegnących wokół dróg i ścieżek przy użyciu szczegółowych map. 

### Szczyt główny

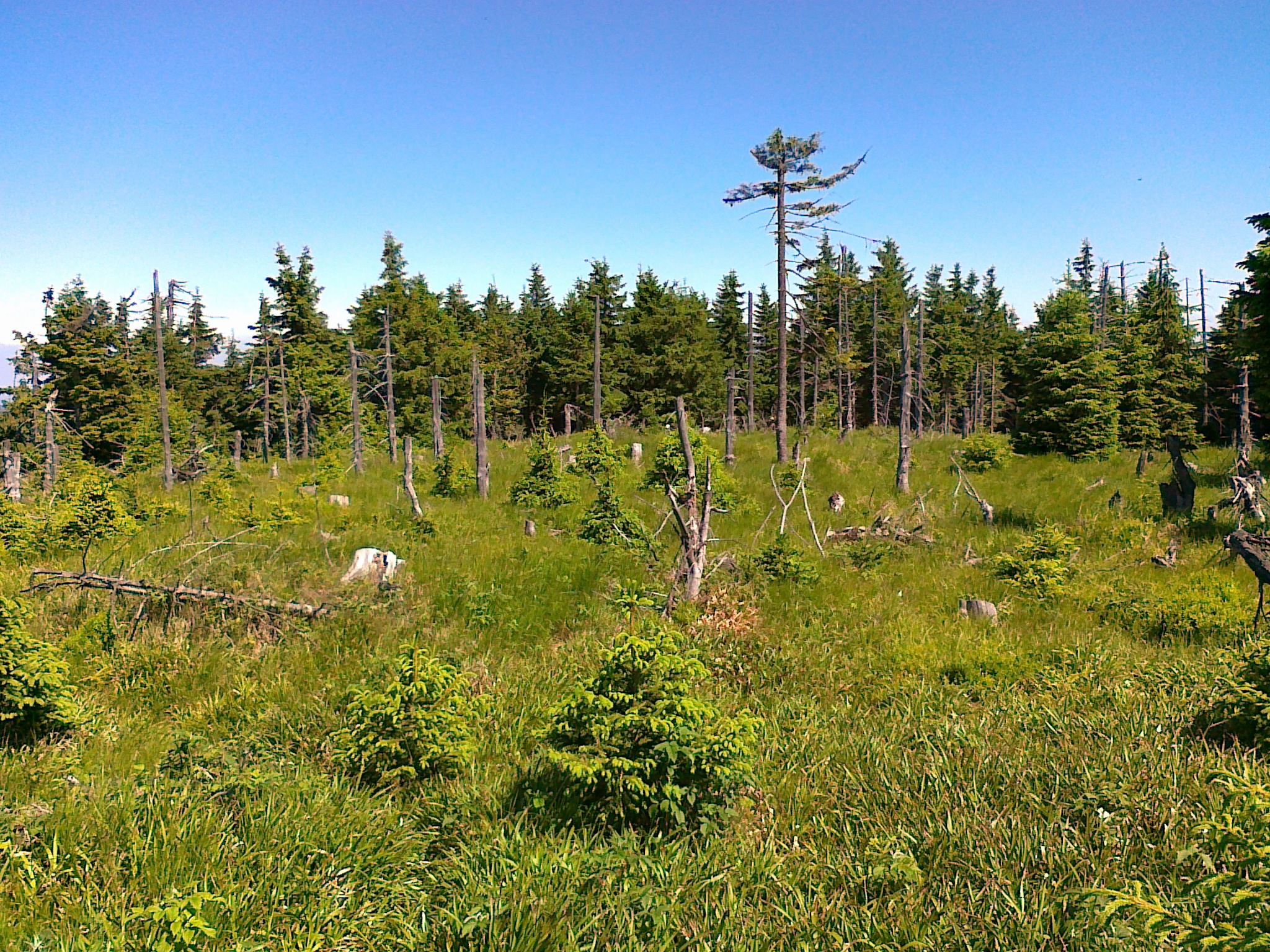
Polana szczytowa góry Medvědí vrch (2016 rok)

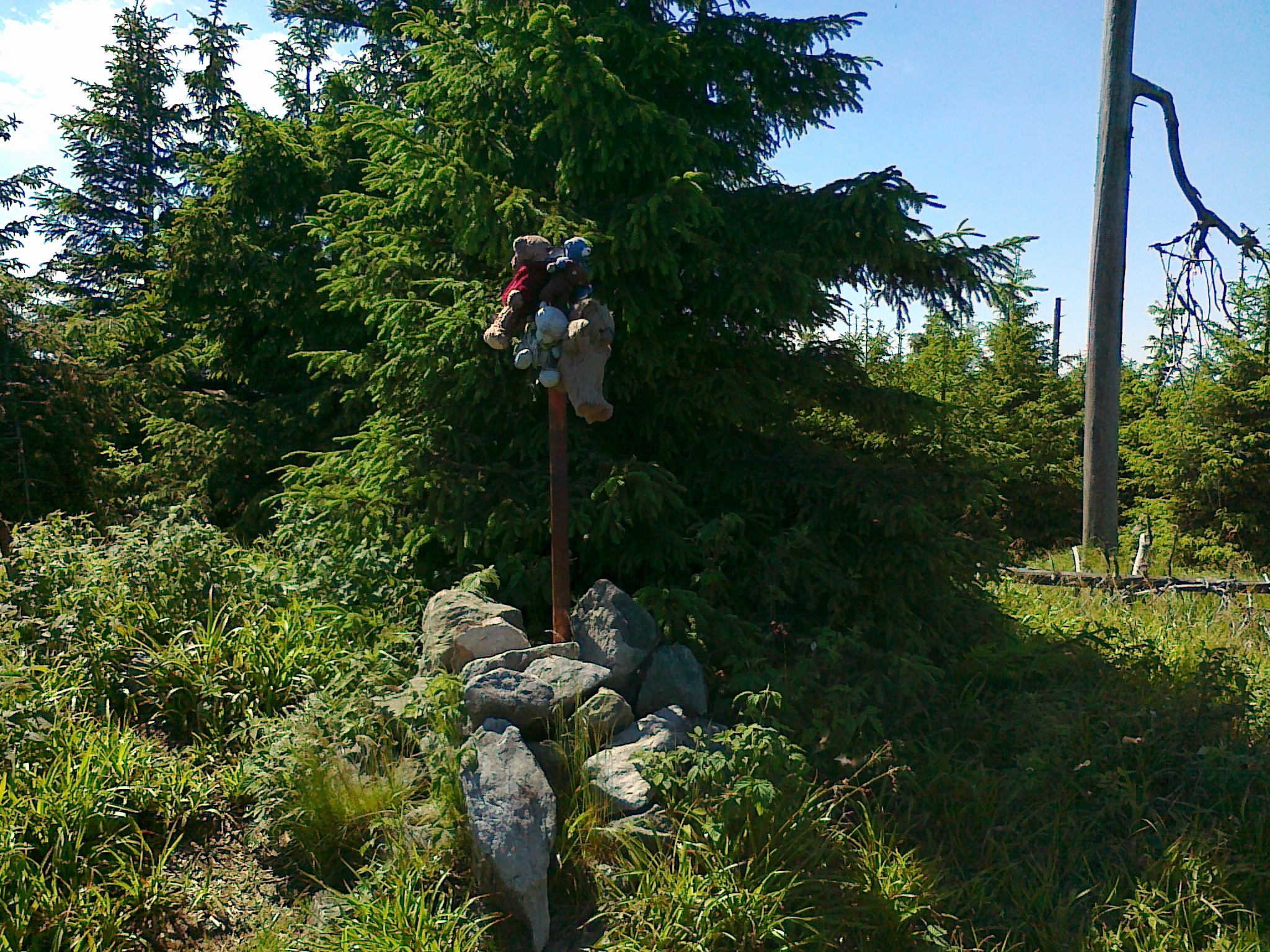
Punkt geodezyjny na szczycie góry Medvědí vrch, z umieszczonymi na słupku przez turystów maskotkami misiów (2016 rok)

Na szczyt główny nie prowadzi żaden znakowany szlak turystyczny. Na szczycie znajduje się główny punkt geodezyjny, oznaczony na mapie geodezyjnej numerem (31.), o wysokości 1216,16 m n.p.m. oraz współrzędnych geograficznych (50°09′35,19″N 17°18′43,07″E/50,159775 17,311964), z widocznym koło niego zamontowanym stalowym słupkiem, położony na skraju polany porośniętej trawą wysokogórską, kikutami spróchniałych drzew, wśród znacznie przerzedzonego drzewostanu. Polana szczytowa nie jest punktem widokowym, ponieważ otoczona jest koronami drzew oraz młodnikiem świerkowym, który przesłania perspektywy na inne szczyty. Na szczycie umieszczono stylizowaną, drewnianą rzeźbę niedźwiedzia trzymającego tablicę z napisem 1216.  
Dojście do szczytu następuje z zielonego szlaku turystycznego , od którego biegnie ścieżka prowadząca do ścieżki grzbietowej, przebiegającej przez połać szczytową oraz dalej m.in. do drugorzędnego szczytu Medvědí vrch–JV. Możliwe są również dojścia alternatywne np. z drogi Medvědí cesta. We wszystkich jednak przypadkach niezbędne jest użycie szczegółowych map, ułatwiających dojście i orientację. 

### Szczyt drugorzędny
W odległości około 370 m na południowy wschód od szczytu głównego można wyróżnić drugorzędny szczyt, będący grupą skalną, określony jako Medvědí vrch–JV o wysokości 1195 m, wybitności 10 m i współrzędnych geograficznych (50°09′27,5″N 17°18′57,3″E/50,157639 17,315917). Pomiędzy szczytami Medvědí vrch i Medvědí vrch–JV znajduje się najwyższa, niewielka, słabo ukształtowana przełęcz Masywu Orlíka, położona na wysokości 1185 m n.p.m.. Przez oba szczyty główny i drugorzędny biegnie oznakowana dwoma poziomymi białymi paskami, ścieżka grzbietowa. Na skalisku szczytowym znajduje się drugorzędny punkt geodezyjny w postaci reperu, oznaczony na mapach geodezyjnych numerem (31.2) o wysokości 1194,53 m n.p.m.. Ponadto skalisko szczytowe jest również punktem widokowym, z którego roztaczają się perspektywy w kierunku m.in. góry Pradziad czy szczytu głównego.

### Geologia
Pod względem geologicznym góra Medvědí vrch należy do jednostki określanej jako kopuła Desny i zbudowana jest ze skał metamorficznych, głównie blasto-mylonitów (muskowitów, biotytów, chlorytów) oraz skał magmowych, głównie meta-granitoidów.

### Wody
Grzbiet główny (grzebień) góry Pradziad, biegnący od przełęczy Skřítek do przełęczy Červenohorské sedlo oraz dalej do przełęczy Ramzovskiej (cz. Ramzovské sedlo) jest częścią granicy Wielkiego Europejskiego Działu Wodnego, dzielącej zlewiska Morza Bałtyckiego i Morza Czarnego . 
Szczyt wraz ze stokami góry Medvědí vrch położony jest na północny wschód od tej granicy, należy więc do zlewni Morza Bałtyckiego, do którego płyną wody m.in. z dorzecza rzeki Odry, będącej przedłużeniem płynących z tej części Wysokiego Jesionika górskich potoków (m.in. płynących w pobliżu góry potoków o nazwie Bílý potok czy Czarna Opawa (cz. Černá Opava). Ze stoku wschodniego góry bierze swój początek potok Rudná, będący dopływem potoku Czarna Opawa, natomiast na stoku południowym występują dwa krótkie, nienazwane potoki będące dopływami potoku Bílý potok.
W odległości około 650 m na wschód od szczytu głównego, przy drodze Mědvědí cesta, na wysokości około 1072 m n.p.m. występuje źródło o nazwie (cz. Pod Medvědím vrchem). Ponadto w odległości około 680 m na południe od szczytu, przy zielonym szlaku turystycznym  oraz przystanku turystycznym Solná chata (z podaną na tablicy informacyjnej wysokością 975 m), na wysokości około 982 m n.p.m. występuje inne źródło o nazwie (cz. Studánka Za Solnou chatou). Z uwagi na stosunkowo łagodne nachylenia stoków, w obrębie góry nie występują m.in. wodospady czy kaskady.

## Ochrona przyrody
Cała góra znajduje się w obrębie wydzielonego obszaru objętego ochroną o nazwie Obszar Chronionego Krajobrazu Jesioniki (cz. Chráněná krajinná oblast (CHKO) Jeseníky), a utworzonego w celu ochrony utworów skalnych, ziemnych i roślinnych oraz rzadkich gatunków zwierząt. Na stokach nie utworzono żadnych rezerwatów przyrody lub innych obiektów nazwanych pomnikami przyrody. Ponadto na obszarze góry nie wytyczono żadnych ścieżek dydaktycznych.

## Turystyka
W obrębie góry nie ma żadnego schroniska lub hotelu górskiego. Do bazy turystycznej w miejscowości Vrbno pod Pradědem jest od szczytu około 5,5 km w kierunku południowo-wschodnim oraz do osady Rejvíz z bazą pensjonatów jest od szczytu około 7,5 km w kierunku północnym. Z uwagi na znaczne odległości do baz turystycznych góra ma ograniczone znaczenie turystyczne.
Kluczowym punktem turystycznym jest skrzyżowanie turystyczne położone w odległości około 2,4 km na północny zachód od szczytu o nazwie (cz. Pásmo Orlíka) z podaną na tablicy informacyjnej wysokością 1005 m, przez które przechodzą szlaki turystyczne i szlak rowerowy. Blisko tego skrzyżowania znajduje się wiata turystyczna (schron).

### Chaty łowieckie

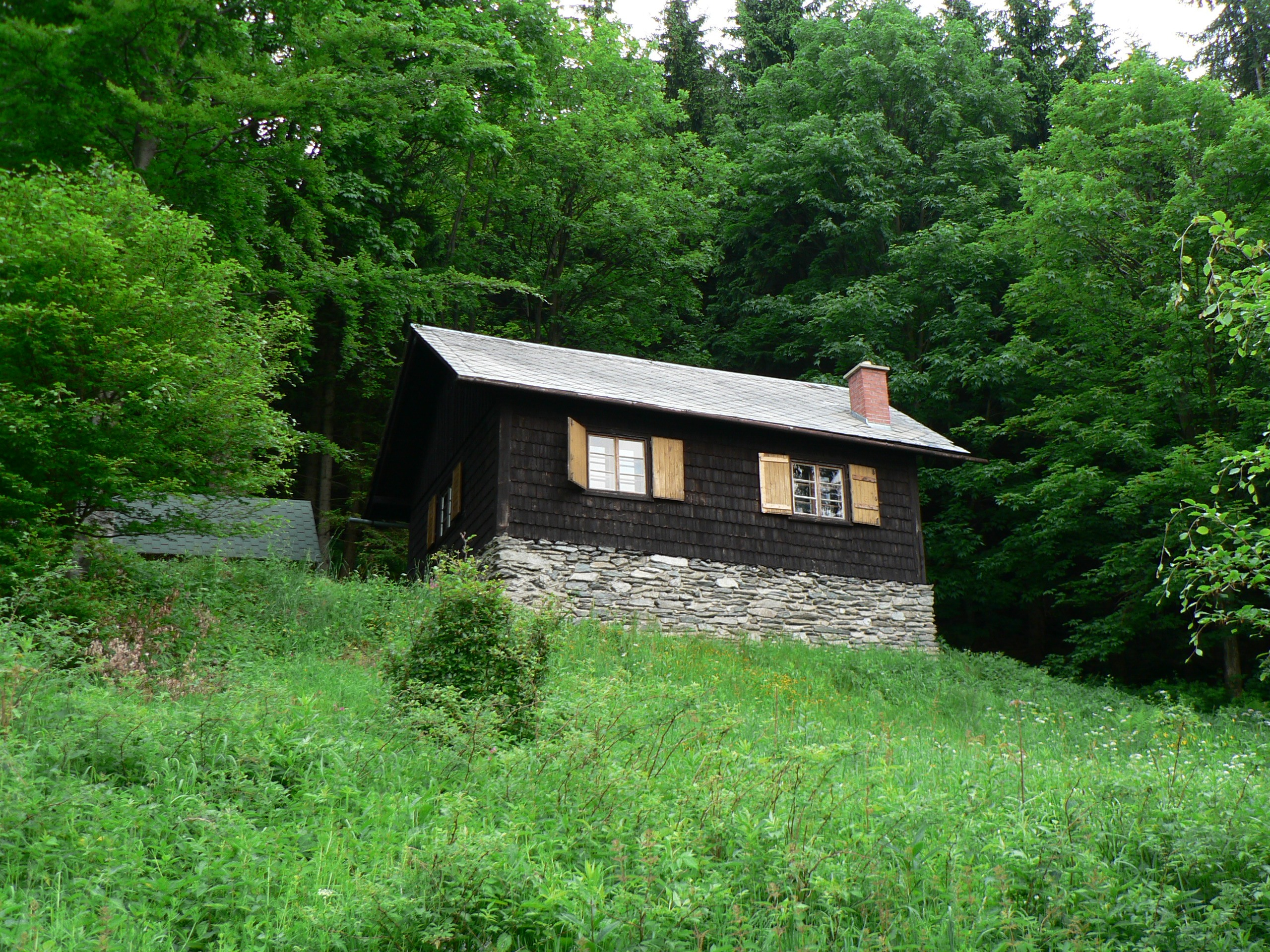
Solná chata na stoku góry Medvědí vrch (2010 rok)

Na stokach góry położone są dwie chaty, ale nie mają one charakteru typowych schronisk turystycznych, zalicza się je do tzw. chat łowieckich.
| Chaty na stokach góry Medvědí vrch |                             |                           |                                                                             |                                               |
| Lp.                                | Chata                       | Odległość od szczytu m    | Lokalizacja                                                                 | Współrzędne geograficzne                      |
| 1                                  | Solná chata                 | 680 na południe           | przy zielonym szlaku turystycznym oraz przystanku turystycznym Solná chata  | 50°09′13,2″N 17°18′45,1″E/50,153667 17,312528 |
| 2                                  | Střelecká chata (Poustevna) | 1520 na południowy zachód | podnóże stoku południowo-zachodniego, blisko niebieskiego szlaku rowerowego | 50°09′04,9″N 17°17′42,1″E/50,151361 17,295028 |

### Szlaki turystyczne i rowerowe oraz trasy narciarskie
Klub Czeskich Turystów (cz. Klub Českých Turistů) wytyczył w obrębie góry jeden szlak turystyczny na trasie:
 Vrbno pod Pradědem – góra Pytlák – Kamzičí skála (2) – góra Medvědí vrch – góra Medvědí louka – dolina potoku Šumný potok – Adolfovice
U podnóża stoków południowego i południowo-zachodniego góry fragmentarycznie przebiega jedyny szlak rowerowy na trasie:
 Bílý Potok – góra Javůrka – góra Medvědí louka – Pod Orlíkem (potok)
W obrębie góry nie poprowadzono żadnej trasy narciarstwa zjazdowego ani biegowego.